# Gerard Lopez (empresario)
Gerard López Fojaca (27 de diciembre de 1971) es un empresario español nacido en Luxemburgo, hijo de emigrantes gallegos. Junto con Éric Lux, es socio fundador y presidente de Genii Capital. De 2009 a 2015 fue el presidente de la escudería Lotus de Fórmula 1, en 2014, también pasa a ocupar el cargo de jefe de equipo. Además entre 2017 y 2020 fue presidente del club francés Lille OSC, que juega en la Ligue 1. Entre el año 2000 y 2014 fue cofundador y Socio Director de Mangrove Capital Partners, una firma de capital de riesgo especializada en tecnología. En 2022 lanzó The Lydian Group, un conglomerado tecnológico que opera en el espacio de activos digitales.

## Biografía
Lopez Fojaca se graduó en la Miami University en Ohio con una licenciatura en sistemas de información de gestión y la gestión operacional. Ha fundado y dirigido diversas empresas incluyendo una compañía de desarrollo web pionero, Icon Solutions. Sigue siendo un inversor activo en las distintas clases de capital privado, que van desde las primeras etapas de tecnología a las inversiones inmobiliarias. En junio de 2012, participó en la serie de Liderazgo en el Foro Económico Internacional de San Petersburgo sobre "Identificación de la próxima gran cosa".
Fundó Mangrove Capital Partners con Mark Tluszcz, y la empresa fue de los primeros inversores en Skype. López llegó a estar implicado en el automovilismo a través de operaciones de Mangrove con la empresa Gravity Sport Management. También ha participado en carreras de resistencia a través del equipo de Gravity Racing Internacional.
En 2008, fue cofundador de Genii Capital, una gestión de la inversión privada y la firma de asesoría financiera, con Éric Lux. López es miembro del consejo de Wix, Zink Imaging, el equipo Lotus F1 y Lotus Group International, además de ser un miembro del Consejo Consultivo de la Escuela de Negocios en la Universidad de Miami.
López es también presidente del CS Fola Esch, club que juega en la Ligue BGL (primera división de los clubes de fútbol en Luxemburgo), donde jugó cuando era adolescente. En 2017 se convierte en el nuevo presidente del Lille OSC tras adquirir la mayoría de acciones del club.
A pesar de haber llevado al Lille al éxito deportivo durante sus casi 3 años en el cargo, Gerard Lopez tomó la decisión de vender la entidad a causa de una elevada deuda. El 18 de diciembre de 2020, la sociedad luxemburguesa Callisto Sporting SARL, propiedad de Merlyn Partners SCSp, se convirtió en el nuevo dueño del club..